# Влатко Твртковић
Влатко Твртковић (умро после 1400) је био војвода Усоре (1380-1400). Наследио је свога оца Твртка Ивахнића. Узео је учешћа у грађанском рату у Угарској, а помиње се у бројним повељама босанских краљева Твртка I Котроманића, Стефана Дабише и Стефана Остоје.

## Биографија

### Породица, детињство и младост
Влатко Твртковић је припадао великашкој породици чији је родоначелник био Ивахн Прибиловић. Другу генерацију чине његови синови, војвода Твртко и жупан Новак Ивахнић. Следећу генерацију представља Твртков син Влатко и његов син Вучихна. У исправама босанског краља Твртка I Котроманића издатим у периоду од 1378. до 1380. године бележи се успон појединих велможа. Међу њима је, поред Павла Раденовића и Хрвоја Вукчића Хрватинића, и Влатко Тврковић. Он се у повељи из 1378. године помиње као син усорског војводе Твртка. У повељи је по први пут забележен и Дињица, родоначелник Дињичића. У наредној Твртковој повељи из 1380. године Влатко је сведок "од Треботића" што је један од показатеља да су се баштински поседи Влаткове породице налазили у овој усорској жупи. Влатко је 1380. године вршио функцију усорског војводе коју је претходно носио његов отац. На овај начин сазнајемо да је простор земље Подриње био у саставу земље Усоре. Ове територије ће у наредном периоду играти веома значајну улогу јер ће бити поприште борби између Турака и Угара. Влаткова Усора представљала је неку врсту крајишта у почетним деценијама борбе са Турцима.

### Учешће у грађанском рату у Угарској
Из једне исправе дубровачког Већа умољених сазнајемо да је августа 1382. године краљ Твртко требало да иде у Усору. Међутим, о томе нема више података. Исте године је у Угарској умро краљ Лајош I Анжујски (1342-1382) након чега избија грађански рат. У борбе се укључио и босански краљ Твртко. Твртково учешће није се ограничило само на пружање помоћи побуњенику Иванишу Хорвату (коме је дао нека места у Усори, укључујући и град Добор) већ је, према писању Мавра Орбина, марта 1388. године босански краљ лично повео војску преко Саве у Срем. Босанска војска је, међутим, поражена, а "многи из Усоре" су поражени. У Летопису фра Николе Лашванина из 18. века пише да је "Иван, бан хрватски, прешао са војском усорском преко Саве у Срем, али га поразише Угари који чуваше Срем и Валково, многе Усорце похваташе, а он се, са малим бројем људи, једва спасао". Након описа ове битке је под истом годином записана и победа Влатка Вуковића и Радича Санковића код Билеће што иде у прилог веродостојности података. На основу расположиве изворне грађе, може се претпоставити да је усорску војску предводио тадашњи војвода Влатко Твртковић. Влатково име забележено је и у последњим повељама краља Твртка из 1390. године.

### Сведок у исправама босанских краљева
Влатко Твртковић се помиње у повељи краља Дабише, Твртковог наследника, од 15. априла 1392. године за војводу Доњих Краја, Хрвоја Вукчића Хрватинића. Дабиша је повељом дао повластице Хрвоју Вукчићу који се храбро понео у боју на Гласинцу (крајем 1391. или почетком 1392. године). Као сведок "од Усоре" наводи се Доброслав Дивошевић, док се Влатко Твртковић и жупан Драгић Познановић помињу као "сведоци од Треботића". У наредној повељи краља Дабише издатој 17. јула Дубровчанима, Влатко Твртковић међу сведоцима заузима високо друго место, одмах иза војводе Доњих Краја, Хрвоја. За њим следе Доброслав Дивошевић, Твртков син Вучихна Влатковић као и жупан Јурај Тихчиновић. У Дабишиним повељама из 1395. године понавља се иста властела. Поменуте године Вучихна Влатковић носи титулу војводе као и његов отац. Сведок је "од Усоре" заједно са Стипцем Остојићем.
У повељи босанског краља Остоје од 15. јануара 1399. године, а затим и у повељи од фебруара исте године, међу сведоцима се наводе војвода усорски Влатко Твртковић, и по први пут Вукашин Златоносовић и Ковач Дињичић. Обе породице, Златоносовићи и Дињичићи, играле су важну улогу у последњим деценијама постојања средњовековне Босанске краљевине.

### Последње године
Следеће, 1400. године, Влатко Твртковић и његов син Вучихна нестају из дипломатичких извора. Њихово место у врху усорске властеле заузима Вукашин Златноносовић и његов брат Вукмир који се помиње као први сведок "од Усоре".

## Породично стабло
|  |                  |  |  |  |  |  |  |  |  |  |  |  |  |  |  |  |
|  | војвода Прибил   |  |  |  |  |  |  |  |  |  |  |  |  |  |  |  |
|  |                  |  |  |  |  |  |  |  |  |  |  |  |  |  |  |  |
|  |                  |  |  |  |  |  |  |  |  |  |  |  |  |  |  |  |
|  | Ивахн Прибиловић |  |  |  |  |  |  |  |  |  |  |  |  |  |  |  |
|  |                  |  |  |  |  |  |  |  |  |  |  |  |  |  |  |  |
|  |                  |  |  |  |  |  |  |  |  |  |  |  |  |  |  |  |
|  | Твртко Ивахнић   |  |  |  |  |  |  |  |  |  |  |  |  |  |  |  |
|  |                  |  |  |  |  |  |  |  |  |  |  |  |  |  |  |  |
|  |                  |  |  |  |  |  |  |  |  |  |  |  |  |  |  |  |
|  | Влатко Твртковић |  |  |  |  |  |  |  |  |  |  |  |  |  |  |  |
|  |                  |  |  |  |  |  |  |  |  |  |  |  |  |  |  |  |
|  |                  |  |  |  |  |  |  |  |  |  |  |  |  |  |  |  |